# Пірихій
Піри́хій (грец. πυρρίχιος, від πυρρίχη — «військовий танок») — в античній версифікації — стопа з двох коротких складів /UU/.
У силабо-тонічній системі пірихієм умовно називається заміна стопи ямба чи хорея стопою з двох ненаголошених складів, рядок з пірихієм вважається пірихованим. В українському ямбі чи хореї ритмічний акцент завжди припадає на останню стопу (константа), на відміну від дактилічних та гіпердактилічних стоп, пірихій виникає завдяки чергуванню «частонаголошених» та «рідконаголошених» стоп, зумовлених хвилею вторинного ритму, яка посилюється в кінці віршового рядка, будучи заслабкою на його початку:
Не Райн, не Волга, не Дніпро, не Висла — : Його сховає вічності ріка.
Прощай — неокласичну руку стисла: Після Європ досвідчена рука.
Десь Дорошкевич з ним вітався кисло: Не раз скубла десниця Десняка.
Кінець! Мечем Дамокловим нависла: Сувора резолюція ЦК (…) (Павло Филипович).
Тут основна ритмічна хвиля, «перебігаючи» від константи, доповнюється другорядною ритмічною хвилею, що починається від цезури. Більшість українських віршів силабо-тонічного ґатунку пірихована, в основі своїй ямбічна чи хореїчна.